# Karl Lindman (modeentreprenör)
Karl Lindman, född 1 december 1981, är en svensk modeentreprenör och medgrundare av modevarumärket TOTEME. Han har tidigare varit verksam som fotomodell.

## Karriär
Karl Lindman, uppvuxen i Bromma utanför Stockholm, inledde sin karriär som art director med roller som Senior Art Director på reklambyrån Baron & Baron i New York samt Design Director på Interview Magazine.
År 2014 grundade han tillsammans med Elin Kling det svenska modevarumärket TOTEME i New York, samma år som paret även gifte sig. Lindman designade TOTEMEs logotyp och ansvarade för att utveckla varumärkets visuella identitet, skapad för att komplettera Elin Klings vision. Idag ansvarar han för att leda och vidareutveckla TOTEMEs varumärkespositionering och skapandet av nya butiker.
År 2016 flyttade paret verksamheten till Stockholm, där de 2019 öppnade TOTEMEs första flaggskeppsbutik. Sedan dess har varumärket öppnat butiker i New York (2022), London (2023) och Los Angeles (2024).
År 2024 belönades Lindman och Kling med utmärkelsen “Årets Företagare” av den svenska affärstidningen Dagens Industri, samma år som de även inkluderades de i Business of Fashion’s BoF500. År 2024 visade TOTEME både sin första modevisning i Paris och debuterade även på New York’s modevecka.
Som fotomodell upptäcktes Lindman av fotografen Bruce Weber under dennes besök i Sverige 2002. Hans första modelluppdrag publicerades i februarinumret av Vanity Fair 2003, och året därpå blev han ansiktet utåt för Calvin Kleins vår- och sommarkampanj 2004. Därefter fortsatte han sin modellkarriär och arbetade för flera internationella modehus.